# The Bob Next Door
«The Bob Next Door» (с англ. — «Сосед Боб») — двадцать второй эпизод двадцать первого сезона мультсериала «Симпсоны». Премьера эпизода состоялась 16 мая 2010 года на канале «Фокс». В этом эпизоде Барт убеждён, что их новый сосед — на самом деле поменявший внешность Сайдшоу Боб. Но Мардж ему не верит и лично отвозит его в городскую тюрьму, чтобы доказать, что настоящий Шестёрка Боб всё ещё содержится там.

## Сюжет
В Спрингфилде разражается финансовый кризис. Среди прочих мер по борьбе с кризисом стартует программа амнистии мелких преступников, среди которых оказывается и человек по имени Уолт Уоррен. Уолт покупает дом по соседству с Симпсонами и сразу же завоёвывает симпатию остальных соседей. Однако Барт убеждён, что Уолт — на самом деле его заклятый враг Сайдшоу Боб, поменявший внешность. Его подозрения основаны на схожести голоса нового соседа с голосом Боба. Мардж решает доказать Барту, что Сайдшоу Боб сидит в тюрьме, и отвозит его туда. Заглянув в камеру Боба, они видят, что он и в самом деле находится там, и при этом пишет на стенах «Барт умрёт!». Тогда Барт, успокоившись, решает съездить с новым соседом на бейсбольный матч. Однако во время поездки Уолт открывается перед Бартом, сообщая ему, что он и в самом деле Сайдшоу Боб (поменявшийся в тюрьме лицами с Уолтом Уорреном посредством хирургической операции), и везёт его в место под названием «Пять углов», где соединяются пять штатов в одной точке; чтобы убить.
Тем временем настоящий Уолт Уоррен — с лицом и шевелюрой Сайдшоу Боба — сбегает из тюрьмы и появляется в доме Симпсонов. Сначала все думают, что он Сайдшоу Боб, но тот предъявляет им в качестве доказательства свои маленькие ступни. А также рассказывает историю об обмене лицами. Он не смог рассказать тюремным охранникам об этом, потому что под действием анестетика его речь была бессвязной. Тогда они бросили его в одиночную камеру, где он написал на стенах надписи «Барт умрёт!», чтобы предупредить Барта об опасности. Уолт и Симпсоны бросаются в погоню за Бобом, так как жизнь Барта находится под угрозой. Тем временем официантка в закусочной влюбляется в Боба с лицом Уолта и случайно отдирает тому лицо. Тот немедленно убегает. Когда Симпсоны появляются в этой закусочной, официантка их обманывает, сообщая, что Боб направляется в сторону Мексики. Те сразу едут в указанном направлении. Но Уолт, не поверив официантке, продолжает погоню.
На «Пяти углах» Боб объясняет Барту, что он, находясь в одном штате, производит выстрел в другом. Пуля, пройдя через третий штат, убивает Барта в четвёртом. Барт при этом упадёт и умрёт в пятом. Каждое из этих действий по отдельности не преследуется законами этих штатов, поэтому его не смогут привлечь к ответственности. Барту удаётся немного потянуть время, прыгая через границы штатов, пока Уолт не настигает Боба и не выхватывает у него оружие. Однако Бобу удаётся вернуть пистолет. Но к этому времени прибывают полицейские во главе с Клэнси Виггамом. Барт объясняет, что так и не смог до конца поверить новому соседу и сообщил о поездке в полицию, попросив тех следить за машиной Уолта. Они в состоянии это сделать, так как у него машина с гибридным двигателем, а все гибридные автомобили, оказывается, тайно контролируются правительством. Осознав, что его поймали, Боб пытается сбежать в какой-нибудь из оставшихся четырёх штатов, но в каждом из них полицейские устроили засаду. Боб сдаётся.
В освободившийся дом Уолта въезжает новый сосед, к ужасу Гомера, это кузен Фландерса с двумя своими дочерьми.

## Интересные факты
- Когда Боб сбегает, на тюремном заборе написано «EL BARTO».
- Когда Гомер подписывает договор о покупке дома, в графе «Дата» стоит дата выхода эпизода.
- Боб появляется как эпизодический персонаж в 500-й серии, но не понятно, как он вернул себе своё лицо.
- Дети кузена Неда Фландерса — женские копии Рода и Тодда.

## Культурные отсылки
- Сюжет эпизода основан на фильме «Без лица» с Джоном Траволтой и Николасом Кейджем в главных ролях.